# Андрусенко, Георгий Флорович
Георгий Флорович Андрусенко (1886—?) — русский военный  деятель, полковник  (1917). Герой Первой мировой войны.

## Биография
Уроженец Киевской губернии, общее образование получил в Белоцерковской гимназии. В 1908 году после окончания Одесского военного училища по I разряду произведён в подпоручики и выпущен в Эстляндский 8-й пехотный полк. В 1911 году произведён в поручики.
С 1914 года участник Первой мировой войны, штабс-капитан Луцкого 165-го пехотного полка, был ранен. С  1916 года капитан, подполковник, с 1917 года полковник Георгиевского батальона для охраны Ставки ВГК. 
3 февраля 1915 года за храбрость награждён Орденом Святого Георгия 4-й степени: 
За то, что в бою 13 августа 1914 года, видя, что наступление соседнего батальона задерживается огнем неприятельских пулеметов, он, несмотря на то, что в это время уже был ранен, атаковал с блестящим мужеством с вверенной ему полуротой неприятельские пулеметы, находившиеся у деревни Княже, захватил их, после чего батальон перешел в наступление и обратил неприятеля в бегство

## Награды
- Орден Святой Анны 4-й степени  (ВП 31.01.1915)
- Орден Святого Георгия 4-й степени (ВП 3.02.1915)
- Орден Святого Станислава 3-й степени с мечами и бантом  (ВП 1.06.1915)
- Орден Святой Анны 3-й степени  (ВП 2.07.1915)
- Орден Святого Станислава 2-й степени с мечами  (ВП 22.09.1916)